# برسق الأكبر
بُرسق (توفي عام 1097)، يُسجل غالبًا باسم برسق الأكبر  "والأمير الأسفهسلار" برسق، كان شخصية سياسية وعسكرية بارزة في دولة السلاجقة العظام ومؤسس السلالة البرسقية، الحكام المحليين للرستان وشمال خوزستان.